# Drago (Wrestler)
Víctor Manuel Soto Flores (* 23. Juli 1975 in Mexiko-Stadt) ist ein mexikanischer Luchador oder professioneller Wrestler, der momentan hauptsächlich für Lucha Underground unter dem Ringnamen Drago auftritt. Er ist bekannt für seinen mexikanischen High-Flying-Stil. Überwiegend arbeitete er in seiner Karriere für die Mexikanische Wrestling Promotion Asistencia Asesoría y Administración (AAA).

## Leben
Victor Soto begann seine wrestlerische Karriere im April 1998 bei Asistencia Asesoría y Administración, dort unter dem Namen Morfo. Später trat er Jimmy Boy in einem Trio (der mexikanischen version eines Tag-Teams bestehend aus drei Wrestlern) zusammen mit José Roberto Islas García („Billy Boy“) und Vangelis  an. Das Trio hatte das Image einer Boyband und trug den Namen an die Spice Girls angelehnten Namen Los Spice Boys. Das Trio war vor allem im Undercard-Bereich aktiv.
2001 wurde sein Gimmick geändert zu Alan. Wieder trat er im Trio mit Billy Boy an. Als zweiter Partner kam Decnis hinzu. Unter dem Namen Los Barrio Boys begannen sie wieder in der Undercard, wurden aber gleichzeitig weiter trainiert. Mit der Zeit wurden sie bekannter und durften zusammen mit Oscar Sevilla zweimal den Mexican National Atómicos Championship der AAA gewinnen.
2008 wechselte Soro wiederum das Gimmick und wurde zum maskierten Wrestler Gato Everready. Dabei handelt es sich um eine maskierte Figur, die ursprünglich von einem anderen Wrestler dargestellt wurde. Sie ist Teil eines Sponsoren-Deals mit Energizer Holdings und macht Werbung für deren Energydrink Everready Battery. Bis 2011 war er hauptsächlich unter diesem Gimmick zu sehen, wobei er meistens verlieren musste. Der Name wurde nach dem Ende des Sponsorendeals in El Gato geändert. Von Zeit zu Zeit tritt er immer noch unter diesem Namen an.
Am 20. April 2011 schließlich wurde Soto zu Drago und wurde als Top-Tecnico (Face) der Promotion AAA eingesetzt. Drago trat unter anderem mit war Gründungsmitglied des Stables El Inframundo, bei dem La Parka Anführer war. Als La Parka zum Rudo (Heel) wurde Vampiro deren Anführer. Zusammen mit Faby Apache gewann er die AAA World Mixed Tag Team Championship. Zusammen mit Argenis trat er außerdem bei All Japan Pro Wrestling an. Am 14. Juni 2015 gewann er außerdem die Großveranstaltung Alas de Oro.
Drago war einer von fünf AAA-Stars, der von Beginn an in der Wrestling-Fernsehserie Lucha Underground auf dem El Rey Network antrat. Er debütierte in der dritten Episode und hatte anschließend gegen King Cuerno eine Fehde. Nachdem er diese Fehde durch den Gewinn eines Last-Man-Standing-Matches beendet hatte, hatte er eine Best-of-5-Serie gegen Aero Star und durfte schließlich gegen Prince Puma um die Lucha Underground Championship antreten. Nachdem er von diesem besiegt wurde, war er zunächst gemäß Storyline aus der Sendung entfernt. Er kehrte jedoch später wieder zurück. Zusammen mit Aero Star und Fénix gewann er Ende der zweiten Staffel den Lucha Underground Trios Championship. In der dritten Staffel verriet er sein Team und wurde mit Pindar und Vibora abermals Trios Champion.
Parallel dazu trat er auch 2015 erstmals für Pro Wrestling Guerrilla (PWG) an und verlor bei der Großveranstaltung Battle of Los Angeles sein Erstrundenmatch gegen Pentagón Jr. Im September debütierte er außerdem für Chikara und wurde mit Aero Star und Fénix dort King of Trios.

## Titel und Ehrungen
- Asistencia Asesoría y Administración
  - AAA World Tag Team Championship (1×)  mit Aero Star[11]

- AAA World Mixed Tag Team Championship (1×) mit Faby Apache
- Mexican National Atómicos Championship (2×) mit Oscar Sevilla, Decnis und Billy Boy
- Alas de Oro (2015)

- Chikara Pro Wrestling

- King of Trios (2015) mit Aero Star und Fénix

- Lucha Underground
  - Lucha Underground Trios Championship (2×) mit Aero Star und Fénix (1×)[13] und Pindar, Kobra Moon und Vibora (1×)[14]
- Pro Wrestling Illustrated

- #125 der 500 besten Single-Wrestler in der PWI 500 (2015)